# Draža Mihailović

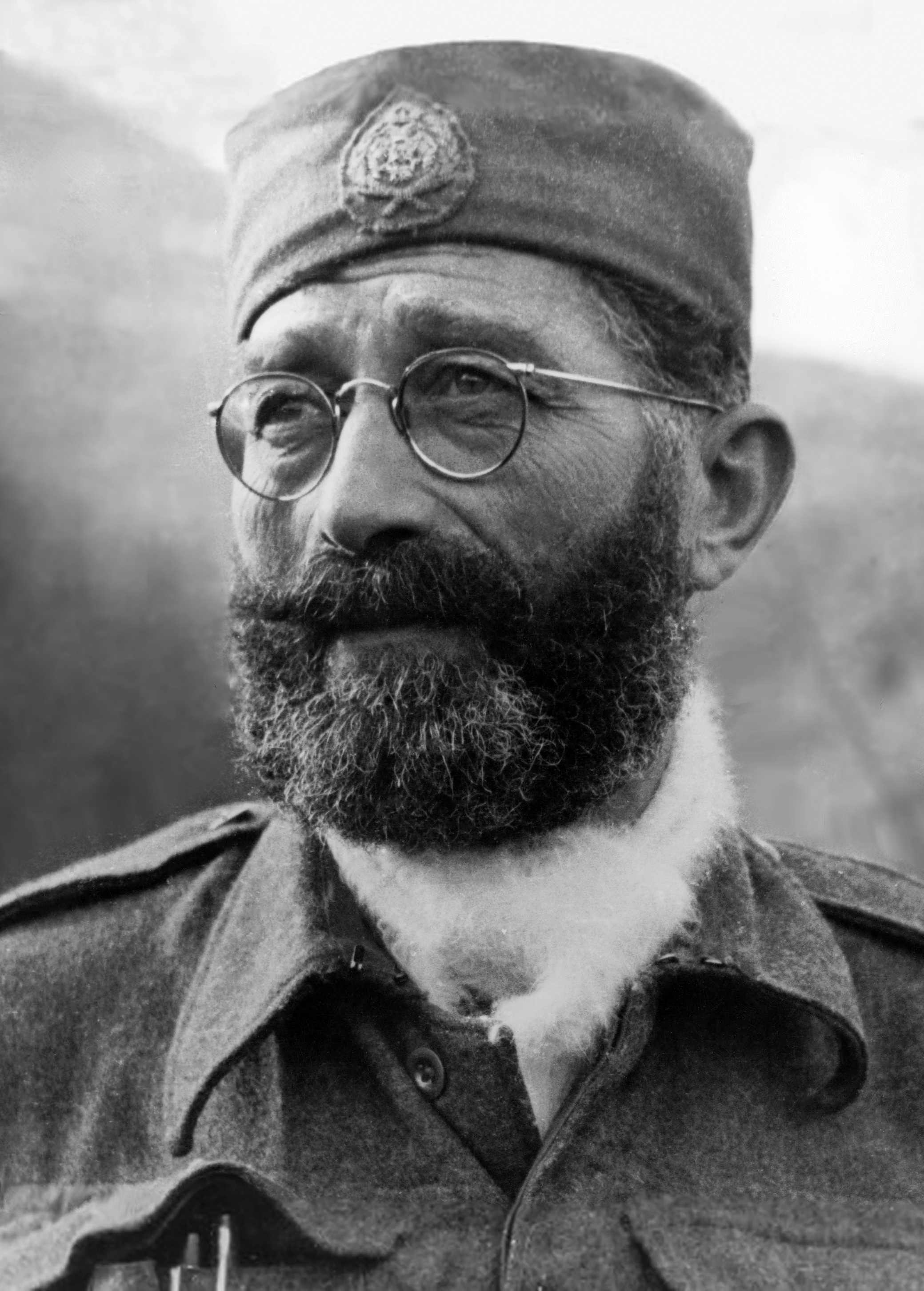
Dragoljub „Draža“ Mihailović (1943)

Dragoljub Mihailović (serbisch-kyrillisch Драгољуб Михаиловић; * 27. April 1893 in Ivanjica, Königreich Serbien; † 17. Juli 1946 in Belgrad, Föderative Volksrepublik Jugoslawien), genannt „Draža“ (Дража), war ein königlich-jugoslawischer Generalstabsoffizier und Tschetnik-Führer während des Zweiten Weltkrieges. Als solchen ernannte ihn die königlich-jugoslawische Exilregierung in London 1941 zum Kriegsminister und legalisierte die Tschetniks dadurch zur sogenannten „Jugoslawischen Armee im Vaterland“. Sein Amt hatte er bis 1943 inne, übte es jedoch de facto niemals aus.
Als jugoslawischer Monarchist und serbischer Nationalist strebte Mihailović die Wiedererrichtung des Königreichs Jugoslawien und die Errichtung eines Großjugoslawien mit einem ethnisch reinen Großserbien an, das auch Mazedonien, Kosovo, Montenegro, Bosnien, die Herzegowina, Syrmien, das Banat und die Batschka umfassen sollte.
Nach dem Krieg wurde er von den jugoslawischen Behörden als Kollaborateur und Kriegsverbrecher angeklagt und hingerichtet.
Im Mai 2015 wurde Mihailović nach einem umstrittenen Urteil des Obersten Kassationsgerichtshofs, des höchsten Berufungsgerichts Serbiens, rehabilitiert.

## Leben

### Militärische Laufbahn

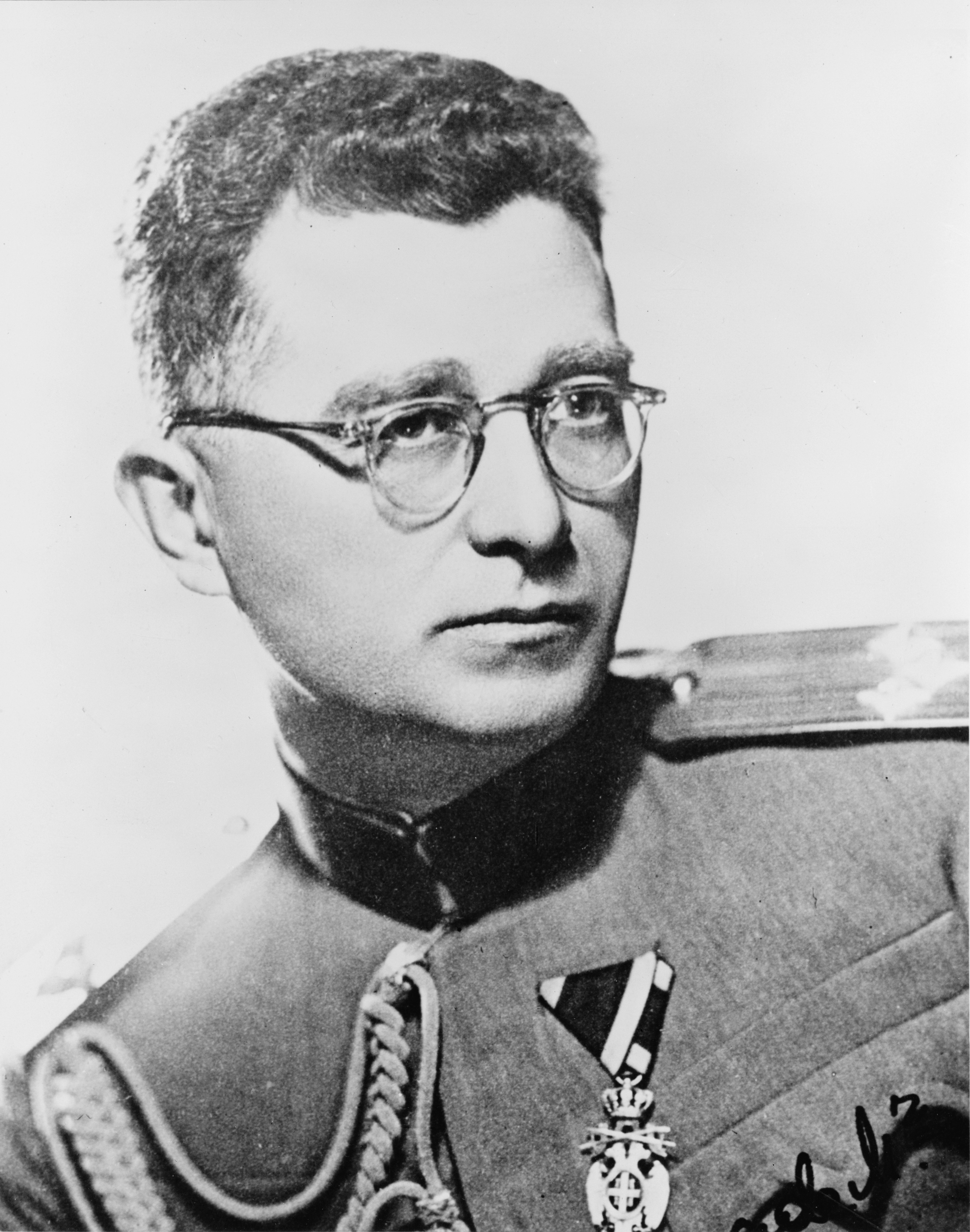
Mihailović als Oberst im Generalstab (1937)

Mihailović wurde 1893 als Sohn von Mihailo und Smiljana, geborene Petrović, in der Nähe der Stadt Čačak im Königreich Serbien geboren. Von der serbischen Militärakademie zog er in die Balkankriege von 1912 und 1913. Im Ersten Weltkrieg war Mihailović in Albanien und an der Salonikifront stationiert. Seine Ausbildung an der Militärakademie schloss er nach dem Krieg ab und wurde verschiedenen Stäben zugeteilt. Zwischen 1935 und 1937 diente er als Militärattaché in Sofia und Prag. Danach war er in einigen Stabsstellen tätig und unterrichtete u. a. an der Militärakademie das Fach „Infanterietaktik“. Ab 1939 verlagerte sich sein Interesse von der Infanterie zum Guerillakrieg, der in den ehemals vom Osmanischen Reich besetzten Gebieten Jugoslawiens (Serbien, Montenegro, Mazedonien, Herzegowina, Bosnien) Tradition hatte und von Tschetniks und Komitadschi geführt worden war. Für den damaligen jugoslawischen Kriegsminister Milan Nedić arbeitete Mihailović einen Bericht zur Reorganisation des jugoslawischen Heeres aus. Darin sprach sich Mihailović für ein Prinzip von national homogenen militärischen Einheiten aus. Außerdem schlug er als Verteidigungskonzept vor, das nur schwer zu verteidigende nördliche Flachland Jugoslawiens aufzugeben und die Verteidigung auf die gebirgigen Landesteile zu konzentrieren. Mihailovićs Vorschlag wurde von Nedić abgelehnt, aber Mihailović blieb als Chef der Operationsabteilung im Generalstab für Fragen der Guerillakriegführung zuständig. 1940 wurde Mihailović vom britischen Geheimdienst in Belgrad als Informant über die Haltung der jugoslawischen Armee bei einem möglichen Putsch gegen den jugoslawischen König kontaktiert. Am vom Militär durchgeführten jugoslawischen Staatsstreich 1941 war Mihailović jedoch nicht beteiligt.

### Tschetnik-Führer im Zweiten Weltkrieg

#### Gründung von Tschetnik-Verbänden
Beim Überfall der deutschen Wehrmacht auf Jugoslawien befehligte Mihailović als Oberst eine motorisierte Division in Ostbosnien. Als er von der Kapitulation der jugoslawischen Streitkräfte erfuhr, zog er sich mit einem kleinen und ausschließlich aus Serben bestehenden Teil der Truppe in die bosnischen Wälder zurück. Auf dem Weg nach Zentralserbien wurde Mihailovićs Truppe am 6. Mai 1941 bei Užice in Kämpfe mit einer deutschen Einheit verwickelt und dabei fast aufgerieben. Mit sieben Offizieren und 27 Soldaten erreichte er am 13. Mai 1941 nach einem mehrwöchigen Marsch in Richtung Serbien sein künftiges Hauptquartier in der Ravna Gora. Mihailovićs Tschetnik-Bewegung wird nach diesem Höhenzug in der Nähe seines Geburtsortes auch als Ravnogorski pokret (Ravna-Gora-Bewegung) bezeichnet. Den Tschetnik-Verbänden gehörten im Kriegsverlauf auch slowenische Einheiten (sogenannte „Blaugardisten“), ein kroatisches Bataillon sowie Bosniaken an.

#### Politische Ziele
Mihailović trat für die Fortführung des Königreichs Jugoslawien unter der Führung Serbiens ein. Er sprach sich für den Fall, dass Jugoslawien scheitern sollte, für ein Serbien in den Grenzen vor der Ausrufung Jugoslawiens im Dezember 1918, mit Mazedonien und Montenegro, aus. Kroatien sollte die Grenzen nach dem serbisch-kroatischen Ausgleich (Sporazum Cvetković–Maček) von 1939 bekommen, d. h. neben Kroatien etwa ein Drittel Bosnien-Herzegowinas, genau wie es vor dem Krieg gewesen war. Nachdem ihm das Ausmaß der durch die Ustascha verübten Verbrechen bewusst geworden war, kam Mihailović zu der Ansicht, dass Kroatien Gebiete abgenommen werden müssten. So sollten damalige kroatische Gebiete wie folgt verteilt werden: Syrmien, die Baranja und die östliche Herzegowina zu Serbien, sowie das südliche Dalmatien zu Bosnien. Bosnien sollte dann in einer Volksabstimmung entscheiden, ob es sich Serbien anschließen wolle, wobei durch die vorangegangenen Gebietsverteilung der Ausgang einer solchen Volksabstimmung vorhersehbar wurde, da in Rumpfbosnien die Mehrheit der Bevölkerung serbisch war und daher einem Anschluss Bosniens mit dem nun angehängten südlichen Dalmatien an Serbien zugestimmt hätte. De facto hätte dies die Errichtung eines Großserbien bedeutet, wie es auch von dem serbischen Juristen Stevan Moljević aus Banja Luka, seit 1943 politischer Leiter der Tschetnik-Bewegung und Berater Mihailovićs, gefordert wurde.

#### Verhältnis zu den Besatzern
Nach anfänglicher Zusammenarbeit mit den von Tito geführten kommunistischen Partisanen, die für eine neue sozialistische Ordnung im Nachkriegs-Jugoslawien eintraten, kam es immer öfter zu Auseinandersetzungen zwischen den beiden Widerstandsbewegungen. Ab 1942 endeten diese in einer offenen Feindseligkeit, in deren Verlauf Mihailović immer offener mit den italienischen und später auch deutschen Besatzern zusammenarbeitete.
Mihailović versuchte in Übereinstimmung mit der Nedić-Regierung, die Tschetnik-Verbände in Serbien zu legalisieren. Er stellte Nedić einige Einheiten zur Verfügung und wurde von ihm inoffiziell mit Geld, Nahrung und Kleidung unterstützt. Gleichzeitig versuchte Mihailović der britischen Regierung über seine Kanäle zu suggerieren, „er wäre der einzige Widerstandsführer in Serbien“. Von den Deutschen erwartete Mihailović, wegen seiner Verdienste im Kampf gegen die Partisanen geduldet zu werden.

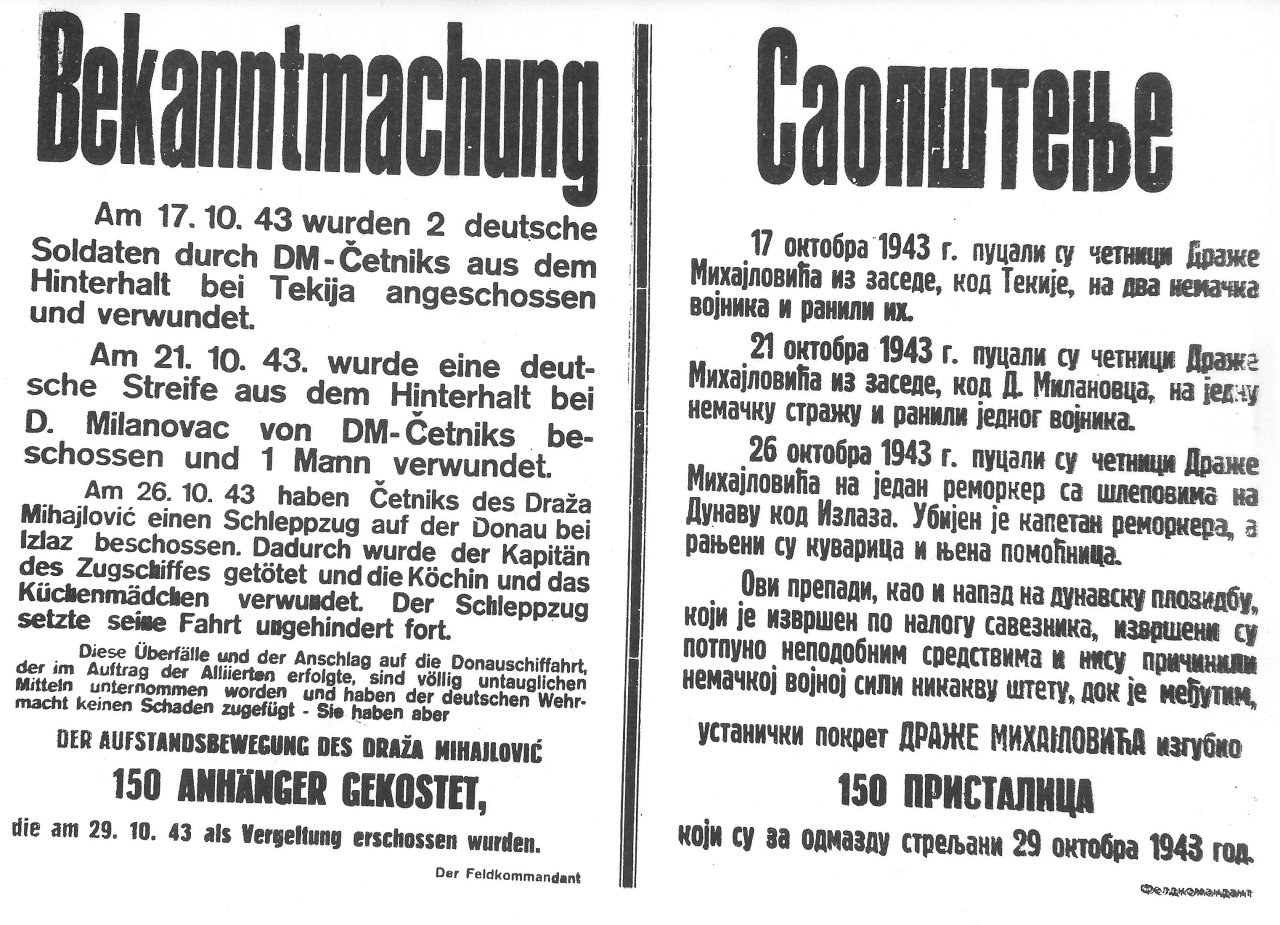
Bekanntmachung über Erschießungen von Mihailović-Anhängern (1943)

Auf Befehl Hitlers vom 16. September 1941 übten die deutschen Besatzungstruppen Vergeltung für Kampfhandlungen der aufständischen Mihailović-Tschetniks und Kommunisten. Es galt, für einen getöteten deutschen Soldaten hundert serbische Geiseln zu töten, für jeden verletzten fünfzig. Konnte nicht festgestellt werden, wessen Bewegung für einen Sabotage- oder Terrorakt verantwortlich war, wurden gleich viele Mihailović-Anhänger und Kommunisten hingerichtet, meist durch Hängen oder Erschießung.
Nach der Vernichtung der Partisanenhochburg Užice durch eine deutsche Division unter dem Kommando von General Böhme im November 1941 wendeten sich die Besatzer Mihailovićs Bewegung zu. Am 7. Dezember 1941 griff die deutsche 342. Infanterie-Division das Hauptquartier der Tschetniks in der Ravna Gora an, tötete 10 Tschetniks und nahm 390 gefangen. Mihailović selbst konnte der Gefangenschaft entkommen. Der jugoslawische Exil-König Peter II. ernannte Mihailović aus London noch am 7. Dezember 1941 zum Brigadegeneral und Führer der „Jugoslawischen Heimatarmee“, was angesichts der massiven militärischen Verluste der Armee des Königreiches Jugoslawien und der vollständigen Besatzung Serbiens eher symbolischen Charakter hatte. Bis Ende des Krieges konnte die Tschetnik-Bewegung keinen Fuß in Serbien mehr fassen. Nur einer kleinen Anzahl seiner Leute gelang es, kleinere Sabotageaktionen auszuführen.

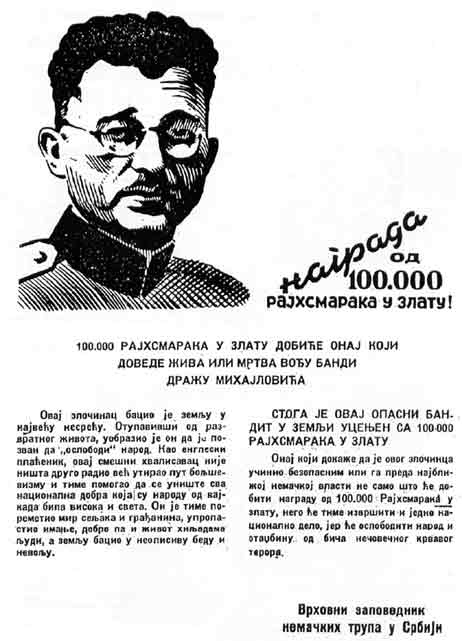
Mihailovićs Steckbrief, veröffentlicht zusammen mit dem Steckbrief von Josip Broz Tito in der serbischen Zeitung Novo vreme (21. Juli 1943)

In einem Befehl des Kommandos Südost vom 10. Juli 1942 an General Paul Bader, dem Militärbefehlshaber in Serbien, wird angeführt, dass Mihailović „der gefährlichste Gegner“ sei. Seiner Bewegung dürfe kein Raum für Entfaltung zugestanden werden, eine Einigung der Tschetnik-Banden sei unter allen Umständen zu verhindern. Am 20. Juli 1942 ließ General Bader einen Steckbrief veröffentlichen, in dem für Mihailović, tot oder lebendig, 100.000 Reichsmark geboten wurden. Einen Tag später erschien ein fast gleichlautender Steckbrief, mit dem nach Tito gefahndet wurde. Mit der Jagd auf Mihailović war auch „Reichsführer“ Heinrich Himmler befasst. Er ordnete dem Polizeiapparat im Juli 1942 an, den Aufenthaltsort Mihailovićs und seines Stabs ausfindig zu machen, um sie zu vernichten.
Erst im Sommer 1942 gelang es Mihailović, wieder Einfluss in Montenegro und in der Herzegowina zu gewinnen. Er verweigerte jedoch Kampfhandlungen und Sabotageakte gegen die Deutschen und kollaborierte mit den Italienern bis zu deren Kapitulation im Herbst 1943.

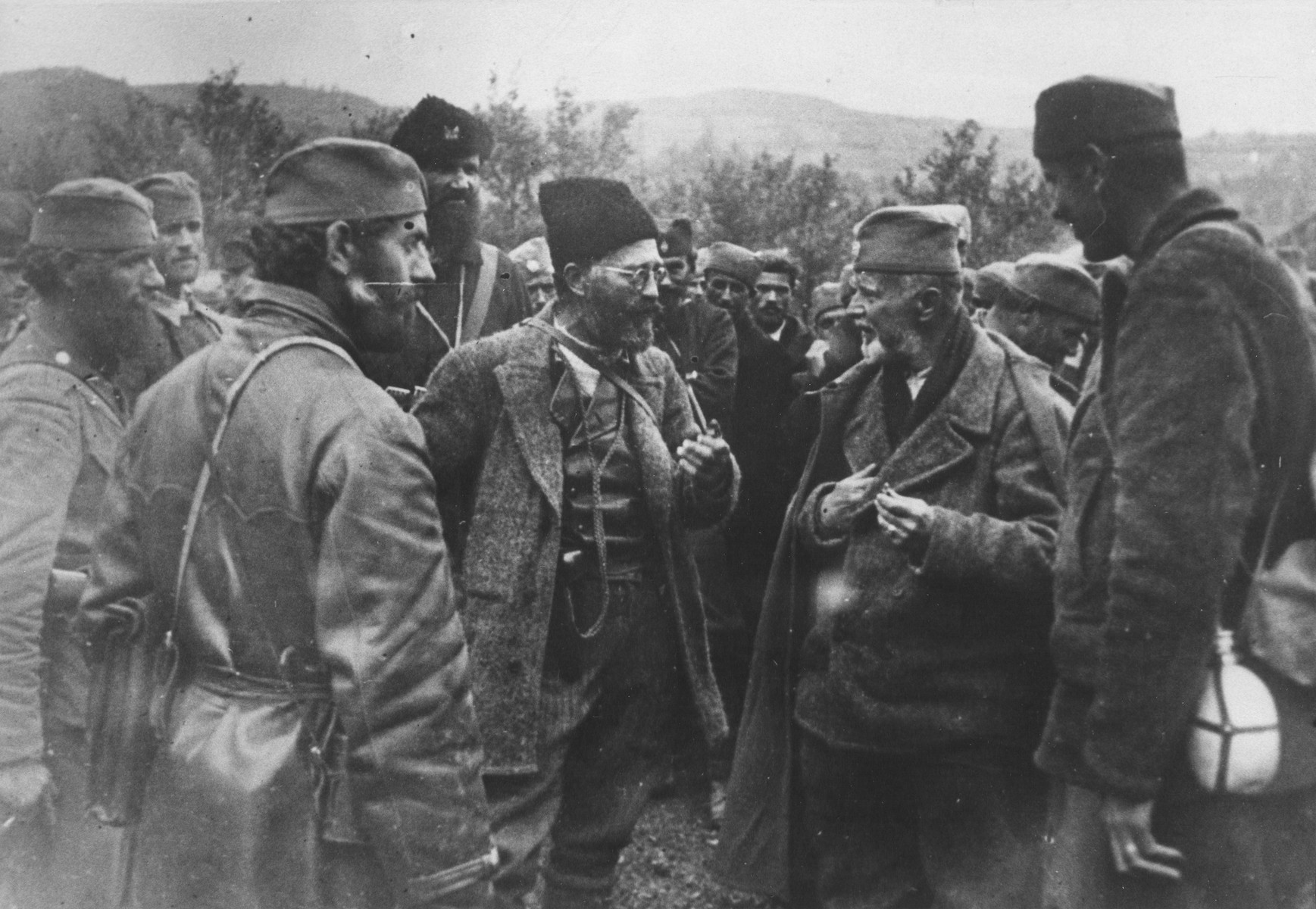
Mihailović bei der Beratung mit einigen seiner Männer

Im Sommer und Herbst 1942 kam es in Serbien vermehrt zu Sabotageakten einiger Tschetnik-Truppen auf Eisenbahnstrecken, -brücken und Züge, auch wurden Bewegungen von Zügen an den britischen Geheimdienst gemeldet. Diese Bemühungen sollten Erwin Rommels Afrika-Feldzug behindern, weil die Versorgungsstrecke der Heeresgruppe Afrika durch Jugoslawien und Italien verlief, so dass den Aktionen der Tschetniks eine besondere Bedeutung zukam. Am 8. August 1942 benachrichtigte Draža Mihailović das britische Kommando im Nahen Osten, dass entlang von Eisenbahnstrecken in Serbien Sabotage in einem großen Ausmaß stattfinden werde. Seine Befehle an einige seiner Kommandanten wurden jedoch von deutschen Abhörspezialisten abgefangen und in einem Bericht gemeldet, mit der Bemerkung, dass General Mihailović mit diesen Befehlen wohl einen endgültigen Standpunkt gegen die Besatzungsmacht bezogen habe.
Die Antwort auf das Verhalten Mihailovićs war unbarmherzig. Am 28. August 1942 wurde der österreichische General Alexander Löhr zum neuen Befehlshaber des Kommandos Südost eingesetzt. In einer großen Verhaftungsaktion wurden zunächst mehrere mutmaßliche Agenten Mihailovićs festgenommen, die in serbischen Behörden arbeiteten. Anschließend begann ein Feldzug gegen Stützpunkte von Mihailovićs JVUO auf Ravna Gora und im Kopaonik-Gebirge. Zu diesem Zweck wurde eigens die 7. SS-Freiwilligen-Gebirgs-Division „Prinz Eugen“ aufgestellt, in der mehrheitlich Volksdeutsche aus dem Banat dienten. Die Division war in den folgenden drei Monaten in Kämpfe gegen Mihailovićs Tschetnik-Verbände verwickelt. Am 12. Oktober 1942 begann der Angriff gegen Stützpunkte der JVUO bei Guča, mit dem Ziel Mihailović gefangen zu nehmen. Doch stellte sich bald heraus, dass er noch vor dem Angriff nach Montenegro geflohen war, so dass die geplante Gefangennahme scheiterte. Die Tschetnik-Truppen zogen sich vor dem Angriff zurück, während die Zivilbevölkerung den Zorn und die Enttäuschung der Besatzer erfuhr. Vor allem Juden und Roma litten unter der Vergeltung der Wehrmacht. General Böhme ordnete im Herbst 1941 für die deutschen Verluste bei Topola die Erschießung von 2200 Juden an. Zu diesem Zeitpunkt waren in KZs in Serbien 8000 männliche Juden inhaftiert und warteten, „auf Abruf“ erschossen zu werden.
Am 7. November 1942 rief Mihailović das serbische Volk zum zivilen Ungehorsam gegen die Besatzer auf. Aus Angst vor Vergeltung folgten dem Aufruf nur wenige. Als Reaktion gab General Bader bekannt, dass auf jeden Akt der Sabotage mit der Erschießung von Geiseln und der Vernichtung von Dörfern entlang der Eisenbahnstrecken geantwortet werde. Außerdem sollten für jeden getöteten oder vermissten Deutschen, Volksdeutschen oder Angehörigen der bulgarischen Besatzungstruppen 50 serbische Geiseln getötet werden. Für jedes getötete Mitglied der serbischen Nedić-Regierung und jeden getöteten serbischen Beamten sollten 100 Geiseln getötet werden.
Am 9. Februar 1943 veröffentlichte das Oberkommando des Heeres ein „Handbuch über die Bewegung Draža Mihailovićs“, in dem Mihailovićs Tschetniks als „großserbische Kampfeinheiten“ charakterisiert wurden, die auf dem Balkan Terror ausübten und unschuldige Kroaten und Bosniaken umbrächten. Laut dem Handbuch umfasste Mihailovićs Anhängerschaft 80 % des serbischen Volkes und hätte eine Kampfstärke von 150.000 Mann. Seine Truppen kannten das Kampfgebiet hervorragend und erfreuten sich einer großen Unterstützung in der Bevölkerung.
Anfang Juli 1943 erfuhr General Bader von der nachrichtendienstlichen Abteilung des deutschen Kommandos in Serbien, dass sich Mihailović in einem Dorf in der Nähe von Čačak aufhalte. Daraufhin organisierte Bader unter strengster Geheimhaltung die „Operation Morgenluft“, an der deutsche und bulgarische Truppen teilnahmen. Im Laufe dieser Operation wurden 11 Tschetniks getötet und 453 gefangen genommen, doch konnte Mihailović erneut entkommen. General Bader brach die Aktion ab und zweifelte am weiteren Erfolg der Suchaktion, weil der Feind durch sein umfassendes Spionage-Netz rechtzeitig vor größeren Suchaktionen gewarnt sei.

### Ende
Anfang April 1945 unterbreitete General Löhr Mihailović das Angebot, ihn über die deutsche Grenze in die damaligen Alpen- und Donau-Reichsgaue zu bringen, damit er sich den Briten stelle. Mihailović lehnte das Angebot ab und entschloss sich mit etwa 12.000 Mann nach Serbien aufzubrechen, um die kommunistische Regierung zu stürzen. Aber das Vorhaben scheiterte und am 12. Mai 1945 wurden seine Truppen von der jugoslawischen Armee gestellt, rund 9.000 Tschetniks wurden dabei in der Schlacht bei Kalinović getötet. Mihailović selbst konnte ein letztes Mal flüchten.

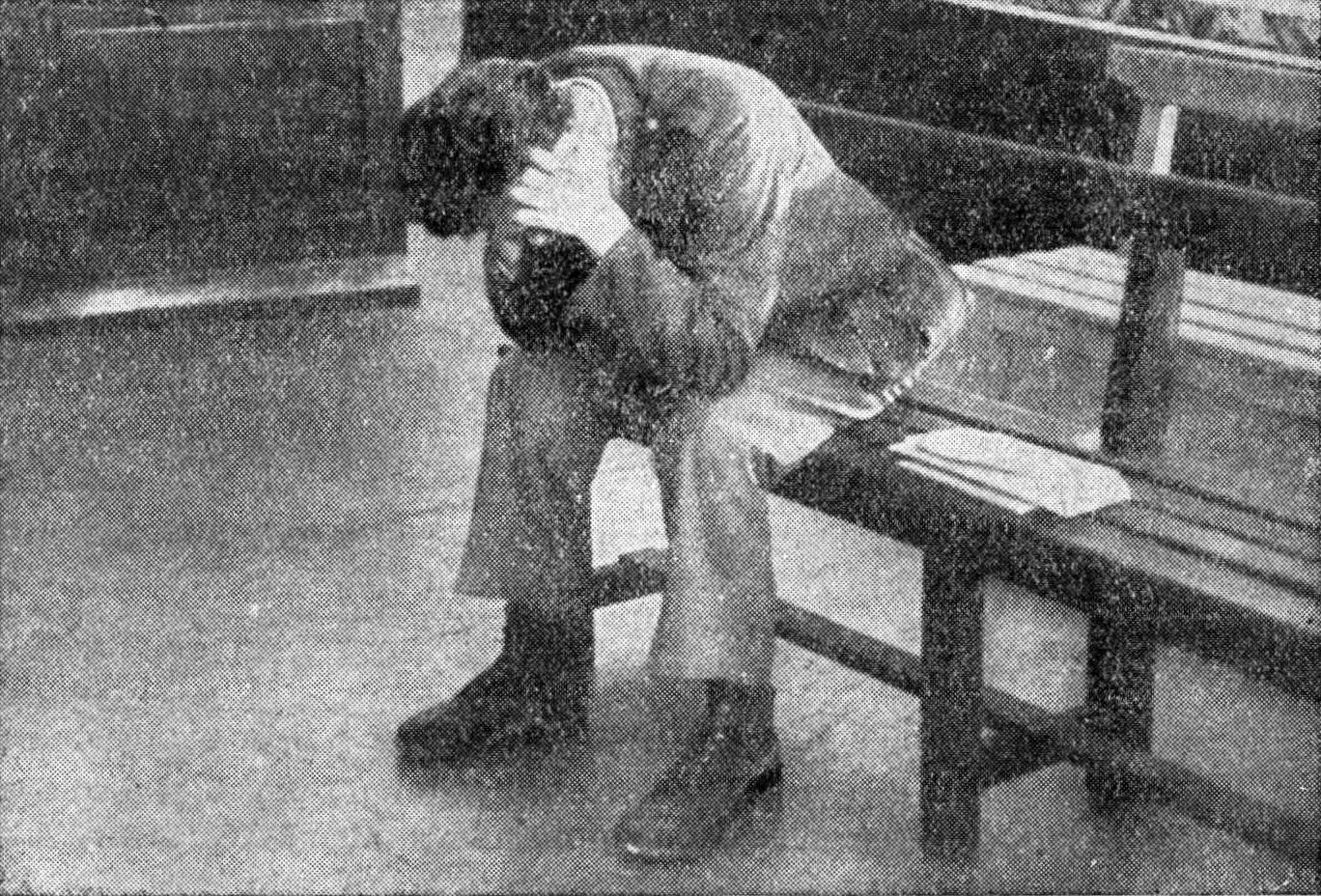
Mihailović auf der Anklagebank.

Am 13. März 1946 wurde Mihailović schließlich im serbisch-bosnischen Grenzgebiet vom jugoslawischen Geheimdienst OZNA festgenommen. Nikola Kalabić, einer von Mihailovićs Kommandanten, hatte ihn verraten und als Tschetniks getarnte OZNA-Agenten in dessen Versteck geführt. Während der Haft bat Mihailović darum, dass man ihm seinen Vollbart abrasieren soll. Diesem Wunsch wurde nicht entsprochen, weil man ihn, für den stärkeren Effekt, mit seinem Markenzeichen vor Gericht sehen wollte. Am 10. Juni 1946 wurde der Prozess gegen Mihailović und 24 weitere Mitangeklagte, hauptsächlich wegen Kriegsverbrechen und Kollaboration, vor einem jugoslawischen Militärgericht eröffnet. Aus dem Ausland war Mihailovic der bekannte Jurist Morris Ernst (USA) als Verteidiger angeboten worden. Mihailović lehnte dieses Angebot jedoch ab und sprach seinen Verteidigern und auch dem Gericht das Vertrauen aus. Die Entscheidung im Prozess trat ein, nachdem Mihailović, durch beweiskräftige Dokumente in die Enge getrieben, zugab mit der deutschen Besatzungsmacht zusammengearbeitet zu haben.

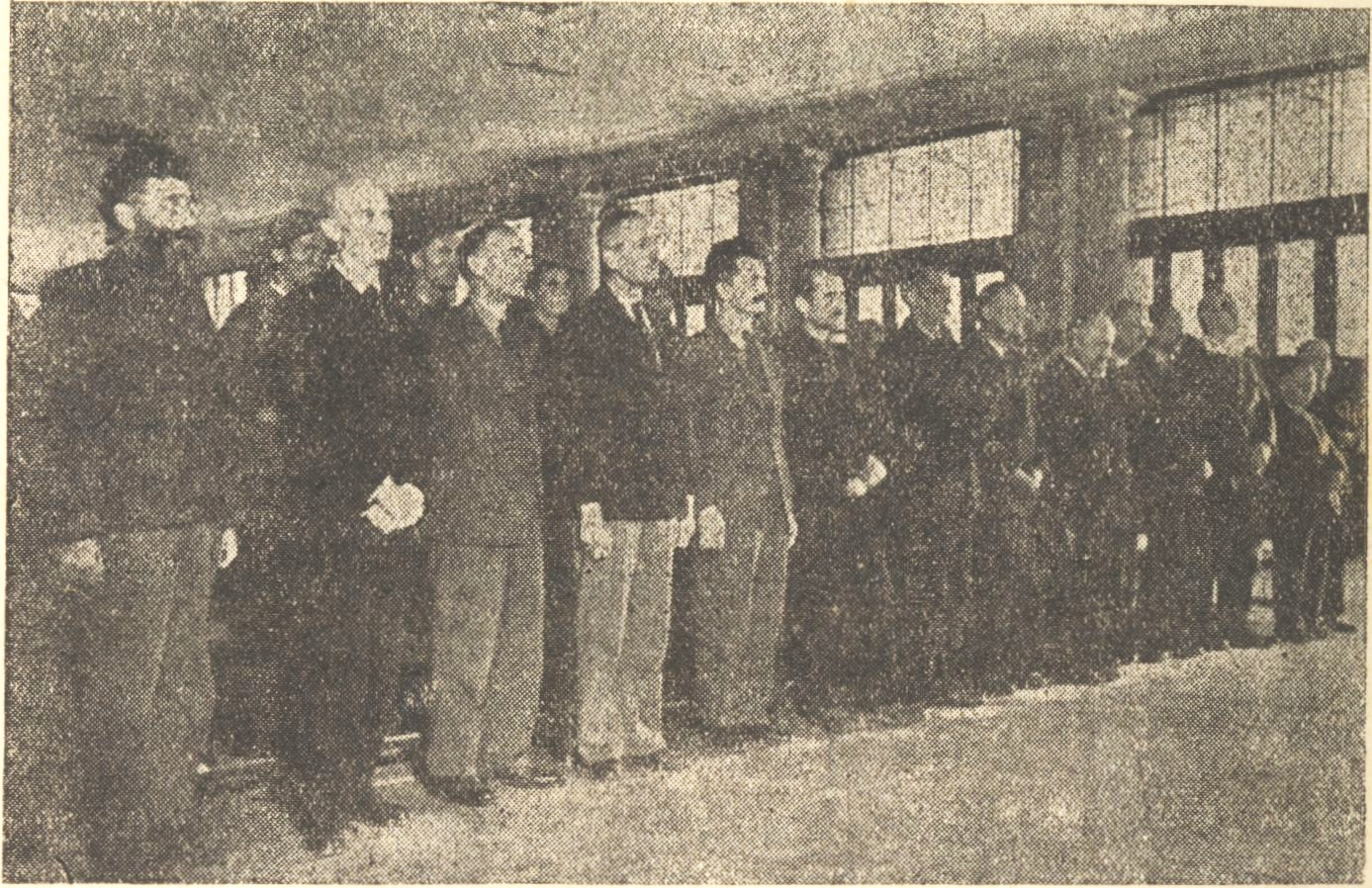
Mihailović (links) mit weiteren Mitangeklagten bei der Urteilsverkündung (1946)

Am 15. Juli 1946 wurde Mihailović mit neun weiteren Angeklagten zum Tode verurteilt. Mihailovićs Gnadengesuch vom 16. Juli wurde abgelehnt und am 17. Juli 1946 wurde das Urteil in Belgrad durch ein Erschießungskommando vollstreckt. Der Ort der Hinrichtung und die Begräbnisstätte wurden von Gesetzes wegen geheim gehalten. 2005 interviewte die serbische Wochenzeitschrift Danas einen Augenzeugen von Mihailovićs Hinrichtung, den Unteroffizier Ljubo Lazarevski. Dieser war während des Gerichtsprozesses für die Bewachung Mihailovićs und der anderen Angeklagten zuständig und bewachte sie bis zur Übergabe an das Erschießungskommando. Er offenbarte viele Details über den Verlauf des Prozesses bis zur Hinrichtung und er habe die Erschießung sogar heimlich beobachtet. Laut seiner Darstellung wurden Mihailović und die neun anderen zum Tode Verurteilten in einem Waldstück nahe dem ehemaligen Königspalast „Beli Dvor“ (Weißer Hof) erschossen und in vorbereiteten Gruben begraben. Die Behörden ließen das Gebiet später bewachen, ohne den Wachsoldaten den wahren Grund dafür zu nennen.

## Stimmen über Mihailović

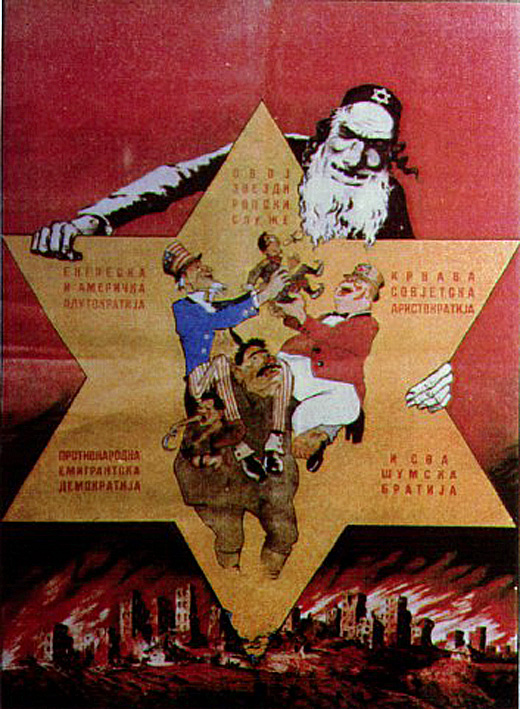
Antijüdisches Plakat aus der Anti-Freimaurer-Ausstellung im besetzten Serbien (1942): Mihailović als Puppe der Alliierten unter der Regie des Judentums

### Jugoslawien
Im sozialistischen Jugoslawien nach dem Zweiten Weltkrieg wurde Mihailovićs Bewegung von den Machthabern der Kommunistischen Partei nicht zuletzt aus politischen und ideologischen Gründen als rückschrittlich, verräterisch und verbrecherisch gebrandmarkt. Die während des Krieges von kommunistischen Partisanen begangenen Verbrechen an Anhängern Mihailovićs (z. B. beim „Massaker von Bleiburg“) waren zu jener Zeit dagegen offiziell kein Thema.
Titos Biograph und Kampfgefährte gegen die Tschetniks, Vladimir Dedijer, schrieb, dass Mihailović „das Säubern des Staatsgebietes von allen völkischen Minderheiten und nichtnationalen Elementen“ verfolgt habe sowie „gemeinsame serbisch-montenegrinische und serbisch-slowenische Grenzen, wobei man den Sandžak von muslimischer und Bosnien von muslimischer und kroatischer Bevölkerung säubert“.
Milovan Djilas war in die Vorbereitungen des Prozesses gegen Mihailović kurzzeitig als stellvertretender Innenminister (in Vertretung für Aleksandar Ranković) einbezogen, traf den Ankläger Miloš Minić und verfolgte den Prozessverlauf aufgrund seiner politischen Position auch sonst detailliert. Nach seinem Bruch mit Tito meinte der Dissident Djilas über Mihailović:

„Ein Traditionalist, unfähig, die stürmische Zeit zu begreifen, geschweige denn durch sie hindurchzusteuern. Für Draža war das Volk, zumal das serbische, unverbrüchlich religiös und patriotisch, in gutmütiger Weise dem König ergeben und am Kleinbesitz orientiert. Es gab bei ihm und mehr noch in seiner Umgebung Tendenzen zu einer autoritären Rolle des Militärs, aber im Grunde neigte er eher zu bourgeoisem Liberalismus als zur Diktatur. Seine Ergebenheit gegenüber dem König und der Monarchie entstammte mehr seiner Treue zum Eid und zur Tradition als einer ausgereiften politischen wie philosophischen Doktrin. Er hatte auch sonst wenig feste oder klare Ideen; sogar sein Jugoslawentum war inkonsequent und wechselhaft, nicht nur wegen seiner großserbischen Einstellung, sondern auch durch seine eigene Wankelmütigkeit. Obwohl seine Einheiten, zuweilen auf seinen Befehl, Massenverbrechen an der nichtserbischen Bevölkerung verübten und Kommunisten und deren Sympathisanten maßlos, in blinder Wut verfolgten und ausrotteten, galt Draža weder als grausam noch als fanatisch.“

### Vereinigte Staaten

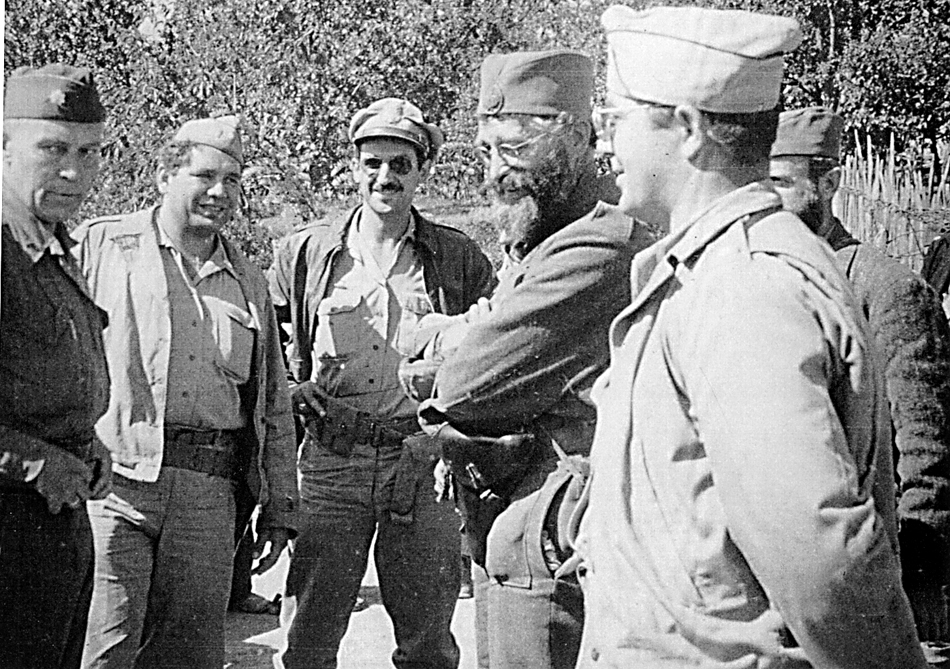
Mihailović mit den Mitgliedern der US-Militärmission während der Operation Halyard (6. September 1944). Von Rechts: Lieutenant Michael Rajacich, Draža Mihailović, Captain Nick Lalich (OSS), Captain George Musulin (OSS) und Colonel Robert McDowell (OSS).

In einem Schreiben vom 14. Oktober 1942 äußerte sich der damalige US-amerikanische Präsident Franklin D. Roosevelt positiv über Mihailović und lobte seinen beispielhaften Mut, der sich im Widerstandskampf gegen die Besatzer äußere. Roosevelt betrachtete den Kampf Mihailovićs als wichtigen Beitrag zum Sieg der Alliierten. Er schlug vor, die Herrschaft über ein künftiges Jugoslawien zwischen Tito und Mihailović aufzuteilen. Der US-amerikanische General Dwight D. Eisenhower übermittelte 1942 seinem „Waffenkamerad“ Mihailović die besten Wünsche und Grüße der US-amerikanischen Streitkräfte in Europa und den USA.
Aus Sicht der konservativen US-amerikanischen Publizistin Mary Mostert ist Draža Mihailović ein „Held“ des Zweiten Weltkriegs. „Wenige Amerikaner, besonders junge, haben jemals von Mihailović und seinen Männern gehört, die unter hohem Risiko über 500 Amerikanern und 250 Alliierten hinter feindlichen Linien das Leben retteten.“ Dies sei aus politischen Gründen verschleiert worden, weil der britische Premierminister Winston Churchill für die kommunistischen Partisanen unter Tito Partei ergriffen habe. Während des Zweiten Weltkriegs retteten Mihailovićs Tschetniks 432 alliierte Piloten, die über Jugoslawien abgeschossen worden waren. Die Piloten bekamen eine Unterkunft in den Verstecken der Tschetniks und wurden verpflegt. Dafür verlieh der damalige Präsident der USA Harry S. Truman, am 29. März 1948 Mihailović posthum den Orden Legion of Merit, einen Militärorden, mit dem die USA Ausländer für „besonders verdienstvolles Verhalten bei der Ausführung herausragender Leistungen für die Vereinigten Staaten“ würdigen.

### Großbritannien
Anthony Eden, damals Außenminister Großbritanniens, sprach anlässlich des jugoslawischen Nationalfeiertags am 14. September 1942 davon, dass auf dem Gebiet Serbiens eine reguläre jugoslawische Armee unter der Führung des großen Helden General Mihailović gegen den Feind kämpfe.

## Auszeichnungen

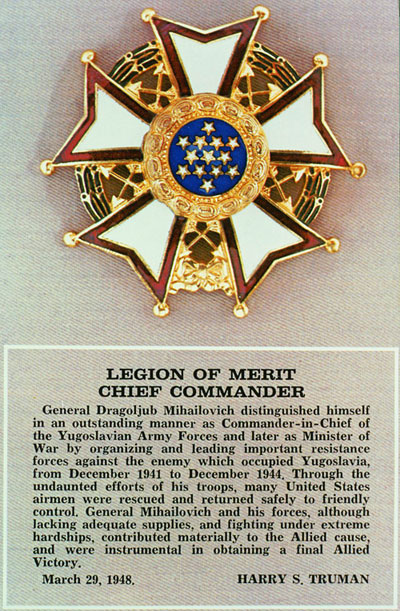
Mihailovićs posthum verliehener „Legion of Merit“ mit Verleihungstext (1948)

- Tapferkeitsmedaille (Sowjetunion), zweimal
- Alexander-Newski-Orden (Bulgarien), Grad III
- St. Alexander-Orden (Bulgarien)
- Virtuti Militari (Polen)
- Orden des Weißen Löwen (Tschechoslowakei), Grad III
- Military Cross (Vereinigtes Königreich)
- 1918: Orden des Weißen Adlers (Serbien), Grad V
- 1920: Orden des Weißen Adlers (Serbien), Grad IV
- 1928: St.-Sava-Orden (Serbien), Grad IV
- 1933: Orden der Krone von Jugoslawien (Königreich Jugoslawien), Grad IV
- 1943: Croix de guerre (Frankreich)
- 1948: Legion of Merit (USA), posthum

## Sonstiges
1943 erschien ein Comic-Heft mit dem Titel Liberty for the Chetniks (Freiheit für die Tschetniks) aus der Comicreihe Captain Marvel Jr.